# Ernst Borchert
Ernst Borchert (ur. 14 sierpnia 1910 w Gdańsku Brzeźnie, zm. 25 lipca 1993 w Monachium) – niemiecki ksiądz katolicki, kapłan archidiecezji gdańskiej, profesof teologii fundamentalnej Uniwersytetu w Monachium.

## Życiorys
Ernst Borchert przyszedł na świat 14 sierpnia 1910 roku w rodzinie nauczyciela Juliusza Borcherta i Johanny z d. Brachvogel. Został ochrzczony po dwóch tygodniach, 28 sierpnia, w kościele Najświętszego Serca Jezusowego w Gdańsku-Wrzeszczu. W 1923 roku w tym samym kościele przyjął sakrament bierzmowania z rąk administratora apostolskiego Wolnego Miasta Gdańska Edwarda O’Rourke. Maturę uzyskał 19 lutego 1929 roku w Gimnazjum Miejskim w Gdańsku (Städtisches Gymnasium zu Danzig). Następnie rozpoczął studia teologiczne w Seminarium Duchownym w Braniewie, gdzie w tym czasie funkcję rektora pełnił jego wuj Eugen Brachvogel. Ukończył tam jednakże tylko jeden semestr, po czym przeniósł się na studia teologiczne na Uniwersytecie w Monachium. Tam już po czterech latach, w 1933 roku, obronił pracę doktorską z filozofii pt. Die Lehre von der Bewegung bei Nocolaus Oresme („Nauka o ruchu u Mikołaja Oresme”). Następnie 13 kwietnia 1936 roku otrzymał w katedrze we Freising święcenia kapłańskie z rąk kardynała Michaela von Faulhabera. W 1937 obronił drugi doktorat z teologii na tej samej uczelni. W latach 1937–1939 był zatrudniony jako docent na Uniwersytecie w Monachium, a ponadto pracował w Seminarium Duchownym we Freising. Gdy w 1939 roku zamknięty został Wydział Teologiczny na Uniwersytecie w Monachium, powrócił do Gdańska, gdzie przygotowywał się do habilitacji.
W 1943 roku uzyskał habilitację na Wydziale Teologicznym Seminarium Duchownego w Braniewie na podstawie pracy Die Trinitätslehre des Johannes de Ripa, przygotowanej pod kierunkiem prof. Gottlieba Söhngena. Praca ta mogła się ukazać drukiem jednakże dopiero w 1974 roku. W latach 1941–1945 ks. Borchert posługiwał jako duszpasterz w kościołach diecezji gdańskiej. W 1941 roku został kuratusem w Niedźwiedzicy (Bärwalde) – po zamordowaniu 18 grudnia 1940 roku w obozie koncentracyjnym KL Stutthof tamtejszego proboszcza ks. Ernesta Karbauma. W 1942 roku został kuratusem przy kościele parafialnym pw. Niepokalanego Poczęcia Najświętszej Maryi Panny w Gdańsku. W 1945 roku, razem z innymi niemieckimi kapłanami, został wysiedlony do Niemiec. Przez krótki okres posługiwał w berlińskiej dzielnicy Tempelhof, po czym powrócił na znaną sobie z okresu przedwojennego uczelnię – Uniwersytet w Monachium. W latach 1947–1949 był tam profesorem teologii fundamentalnej, a od 1949 roku zajął się badaniami naukowymi, był autorem wielu prac naukowych. Współpracował m.in. przy redagowaniu Lexikon für Theologie und Kirche, a także położył duże zasługi przy doprowadzeniu w 1976 roku do finału procesu beatyfikacji rekluzy z Kwidzyna – bł. Doroty z Mątowów.
Ernst Borchert zmarł w niedzielę 25 lipca 1993 roku w Monachium. Pochowany został na Cmentarzu Leśnym w Monachium (Münchener Waldfriedhof).

### Krewni
Ernst Borchert miał dwóch braci – Hansa i Friedricha. Hans był lekarzem psychiatrą, a od 1958 roku do śmierci w 1981 roku dyrektorem Szpitala Okręgowego w Ratyzbonie w Bawarii; natomiast Friedrich Borchert (1925–2006) był autorem książek o historii Prus „Burgenland Preußen“ (1987), „Burgen, Städte, Deutsches Land“ (1991). Ernst Borchert był też siostrzeńcem regensa seminarium duchownego w Braniewie Eugena Brachvogela.